# Betz (Oise)
Pour les articles homonymes, voir Betz.
Betz (prononcé [be]) est une commune française située dans le département de l'Oise.

## Géographie

### Description
Betz est un bourg périurbain situé à 65 km au nord-est de Paris, au sud-est du département de l'Oise.
Le territoire communal  présente une forme allongée dans le sens nord-ouest - sud-est, avec 6 km de long et 4 km dans sa plus grande largeur. Cette forme résulte de la réunion, en 1824, de l'ancienne commune de Macquelines à celle de Betz, la première nettement plus petite que la seconde.

### Communes limitrophes
Les communes limitrophes sont  Acy-en-Multien, Antilly, Bargny, Boissy-Fresnoy, Bouillancy, Lévignen, Villers-Saint-Genest et Étavigny.
| Lévignen                        | Bargny         |          |
| Boissy-Fresnoy                  | Betz           | Antilly  |
| Villers-Saint-Genest Bouillancy | Acy-en-Multien | Étavigny |

Les communes environnantes sont Lévignen (nord-ouest), Bargny (nord), Antilly (est), Etavigny (sud-est), Acy-en-Multien et Bouillancy (sud), Villers-Saint-Genest (sud-ouest) et Boissy-Fresnoy (ouest).

### Hydrographie
La commune est située dans le bassin Seine-Normandie. Elle est drainée par la Grivette,.
La Grivette s'écoule dans le sens nord-ouest – sud-est. D'une longueur de 15 km, elle prend sa source dans la commune de Lévignen et se jette  dans le canal de l'Ourcq à Neufchelles, après avoir traversé huit communes. La commune occupe les deux versants de la vallée de la Grivette, atteignant au nord comme au sud le sommet du plateau du Valois-Multien (134 à 136 mètres d'altitude).

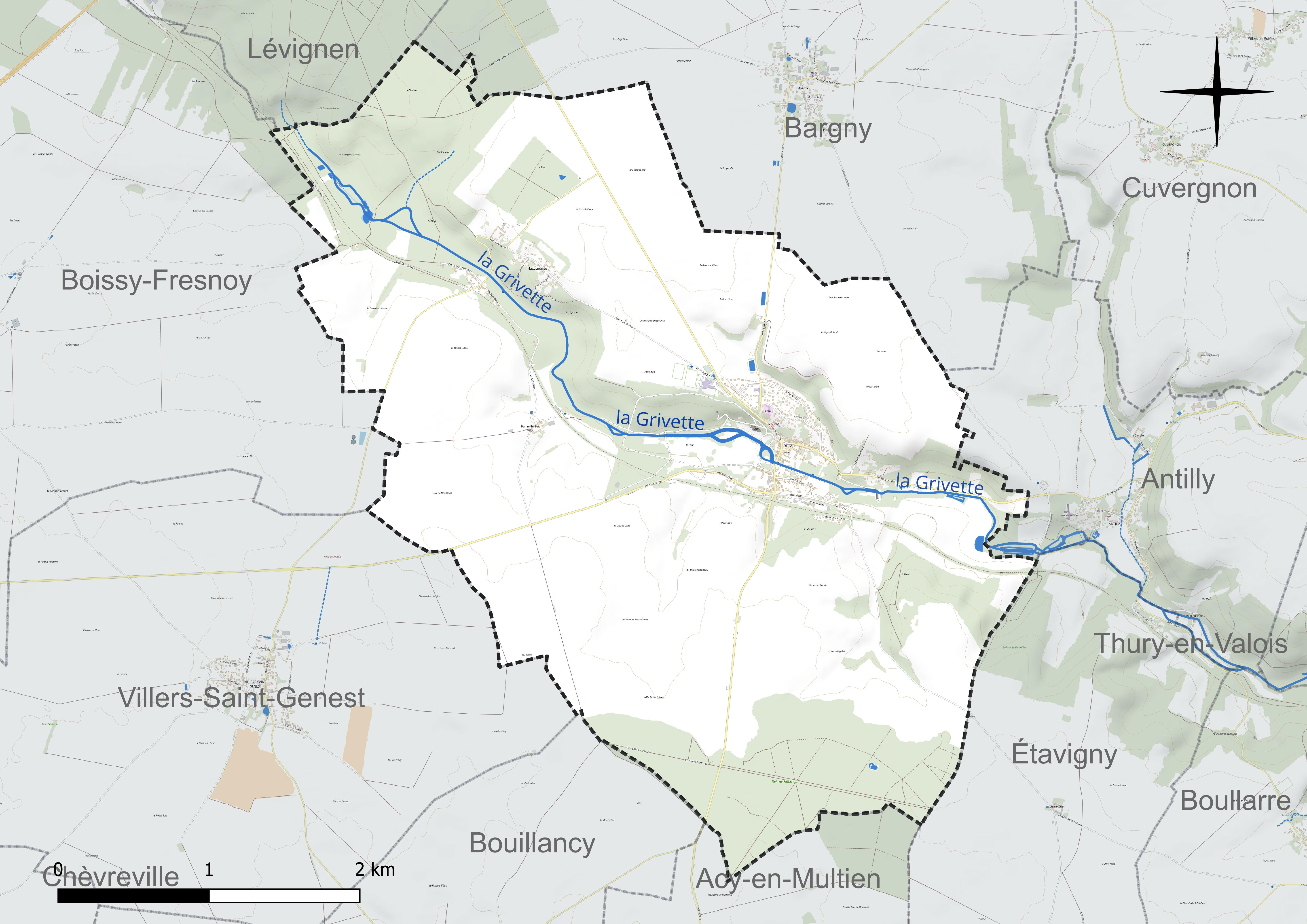
Réseau hydrographique de Betz.

### Climat
Pour des articles plus généraux, voir Climat des Hauts-de-France et Climat de l'Oise.
En 2010, le climat de la commune est de type climat océanique dégradé des plaines du Centre et du Nord, selon une étude du CNRS s'appuyant sur une série de données couvrant la période 1971-2000. En 2020, Météo-France publie une typologie des climats de la France métropolitaine dans laquelle la commune est exposée à un climat océanique altéré et est dans la région climatique Nord-est du bassin Parisien, caractérisée par un ensoleillement médiocre, une pluviométrie moyenne régulièrement répartie au cours de l'année et un hiver froid (3 °C).
Pour la période 1971-2000, la température annuelle moyenne est de 10,9 °C, avec une amplitude thermique annuelle de 14,7 °C. Le cumul annuel moyen de précipitations est de 729 mm, avec 11,6 jours de précipitations en janvier et 8,2 jours en juillet. Pour la période 1991-2020, la température moyenne annuelle observée sur la station météorologique la plus proche, située sur la commune du Plessis-Belleville à 16 km à vol d'oiseau, est de 11,4 °C et le cumul annuel moyen de précipitations est de 661,7 mm,. Pour l'avenir, les paramètres climatiques de la commune estimés pour 2050 selon différents scénarios d'émission de gaz à effet de serre sont consultables sur un site dédié publié par Météo-France en novembre 2022.

## Urbanisme

### Typologie
Au 1er janvier 2024, Betz est catégorisée bourg rural, selon la nouvelle grille communale de densité à sept niveaux définie par l'Insee en 2022.
Elle est située hors unité urbaine. Par ailleurs la commune fait partie de l'aire d'attraction de Paris, dont elle est une commune de la couronne,.

### Occupation des sols
L'occupation des sols de la commune, telle qu'elle ressort de la base de données européenne d'occupation biophysique des sols Corine Land Cover (CLC), est marquée par l'importance des territoires agricoles (66,4 % en 2018), une proportion sensiblement équivalente à celle de 1990 (67,1 %). La répartition détaillée en 2018 est la suivante : 
terres arables (63,8 %), forêts (30 %), zones urbanisées (3,7 %), zones agricoles hétérogènes (2,6 %). L'évolution de l'occupation des sols de la commune et de ses infrastructures peut être observée sur les différentes représentations cartographiques du territoire : la carte de Cassini (XVIIIe siècle), la carte d'état-major (1820-1866) et les cartes ou photos aériennes de l'IGN pour la période actuelle (1950 à aujourd'hui).

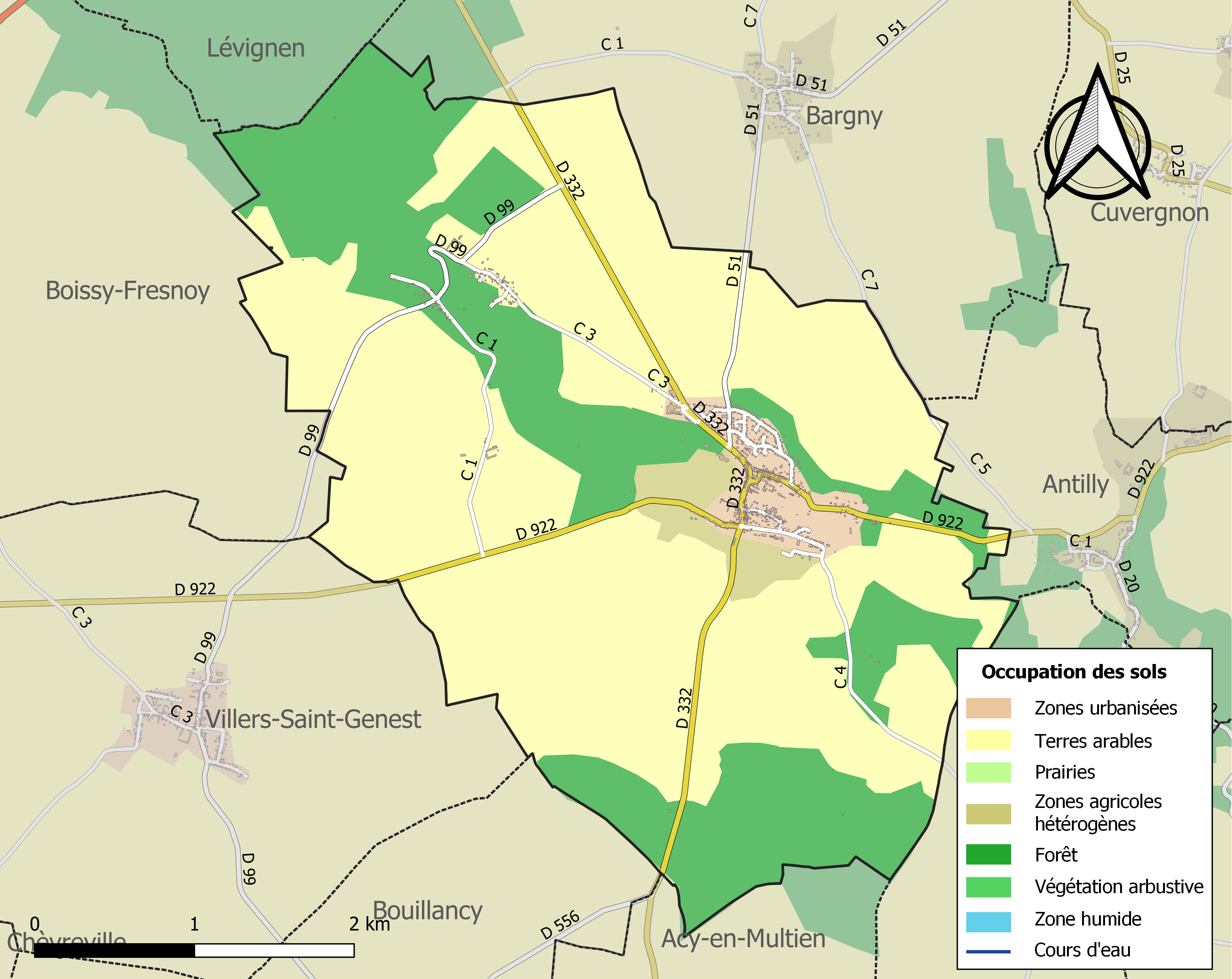
Carte des infrastructures et de l'occupation des sols de la commune en 2018 (CLC).

L'essentiel de la surface communale est occupé par de la grande culture. Mais les surfaces en bois sont néanmoins  assez importantes, sur les basses pentes de la vallée de la Grivette et au sud (bois de Montrolle, ancien domaine seigneurial).

### Morphologie urbaine
Le centre du village de Betz est situé autour de l'église, sur la rive gauche de la Grivette, au carrefour de trois routes, vers le nord, le sud et l'est. L'ouest, entre les routes de Levignen et de Nanteuil-le-Haudouin, est entièrement occupé par le domaine du château et du parc. Le bâti dense suit ces trois routes et franchit la Grivette. Les lotissements récents sont situés au nord, sur les pentes exposées au sud.

### Lieux-dits, hameaux et écarts
La commune comprend deux autres lieux habités : le village de Macquelines, ancienne commune, à 2 km au nord-ouest ; et la grosse ferme du Bois-Milon, à 1,5 km à l'ouest.

### Habitat et logement
En 2018, le nombre total de logements dans la commune était de 478, alors qu'il était de 450 en 2013 et de 425 en 2008.
Parmi ces logements, 89,9 % étaient des résidences principales, 6,4 % des résidences secondaires et 3,7 % des logements vacants. Ces logements étaient pour 82,1 % d'entre eux des maisons individuelles et pour 17,9 % des appartements.
Le tableau ci-dessous présente la typologie des logements à Betz en 2018 en comparaison avec celle de l'Oise et de la France entière. Une caractéristique marquante du parc de logements est ainsi une proportion de résidences secondaires et logements occasionnels (6,4 %) supérieure à celle du département (2,5 %) et à celle de la France entière (9,7 %). Concernant le statut d'occupation de ces logements, 73,9 % des habitants de la commune sont propriétaires de leur logement (72,2 % en 2013), contre 61,4 % pour l'Oise et 57,5 pour la France entière.
| Typologie                                               | Betz | Oise | France entière |
| ------------------------------------------------------- | ---- | ---- | -------------- |
| Résidences principales (en %)                           | 89,9 | 90,4 | 82,1           |
| Résidences secondaires et logements occasionnels (en %) | 6,4  | 2,5  | 9,7            |
| Logements vacants (en %)                                | 3,7  | 7,1  | 8,2            |

### Voies de communication et transports
Plusieurs routes convergent à Betz : l'ancienne route nationale 322  (actuelle RD 922)  depuis l'ouest (Nanteuil-le-Haudouin et Paris) et l'est (Antilly et Mareuil-sur-Ourcq) ; la RD 332 depuis le nord-nord-ouest (Levignen, Crépy-en-Valois) et le sud (Acy-en-Multien) ; la RD 51 depuis le nord (Bargny), ainsi que deux voies communales vers Macquelines (nord-ouest) et Etavigny (sud-est).
L'ancienne ligne de chemin de fer Ormoy-Villers - Mareuil-sur-Ourcq, aujourd'hui démantelée, longeait la Grivette sur sa rive gauche et son emprise a été transformée par l'intercommunalité en voie verte du Pays de Valois, qui relie donc Mareuil-sur-Ourcq à Ormoy-Villers,.
La commune est desservie, en 2023, par les lignes 6431 et 6432 du réseau interurbain de l'Oise.

## Toponymie
Le nom de la localité est attesté sous les formes Bes, Bet en 1150, Betissae en 1150, Beth en 1174-1180, Bez en 1180, Bets, Bais en 1463, Bethz XVIe siècle, Betz-en-Valois, Betz-en-Multien.
Ce toponyme serait issu du germanique bach « ruisseau » selon une théorie soutenue par Auguste Vincent et reprise par Albert Dauzat avec quelque réserve. Ce dernier envisage également l'hypothèse d'un anthroponyme gaulois Bettius sans conviction cependant. Dans ce dernier cas, il se base sur la forme Betissae de 1050 qui semble isolée. En revanche, les autres formes du XIIe siècle sont plus régulières et se ressemblent entre elles, ce qui incite à considérer Betissae comme une latinisation fantaisiste, procédé fréquent en toponymie.
Le germanique bach cité par ces auteurs est en fait le moyen haut allemand bach (allemand Bach) qui ne convient pas ici. En effet, seule la forme du germanique westique *baki « ruisseau » peut avoir été utilisée en Picardie. Selon Louis Guinet, ce terme a été emprunté précocement par le gallo-roman sous la forme *BĀCIS, dont les latinisations courantes dans les textes sont bacis, bacus, bacum, bacium et plus rarement batium. Pourtant dans le cas de Betz, l'absence de formes suffisamment anciennes ne permet pas de le relier directement au gallo-roman *BĀCIS, d'autant plus que l'évolution phonétique de *BĀCIS en Betz ne va pas forcément de soi. On peut cependant comparer avec le second élément -bets de Rebets (Seine-Maritime; Rosbatium en 735 - 743 et Rosbacium en 854) ou encore -bez de Wambez (Oise; Wabesium en 1135, de Wambasio en 1163, Wambes en 1235) qui assurément remontent au germanique *baki.
Si cette étymologie est juste, le vocable a dû s'appliquer à la petite rivière Grivette, avant qu'il ne se transfère au nom du village suivant un processus fréquent en toponymie.
En ce qui concerne Macquelines, on trouve : Macquelines et Macline (Macqueliniae).

## Histoire
Comme en témoigne son toponyme probablement germanique, Betz fut sans doute l'un des villages les plus récents d'une région où beaucoup de localités ont une origine gauloise ou gallo-romaine[réf. nécessaire].

### Moyen Âge
Au Xe siècle, Betz était une terre des comtes de Champagne, qui est cédée aux seigneurs de Crépy. À la mort de Raoul II, Betz échoit avec Nanteuil à son fils cadet, Thibaut I de Crépy, et possède jusqu'en 1227 les mêmes seigneurs que Nanteuil. En 1227, à la mort de Philippe I de Nanteuil, commence un long imbroglio familial. Betz est partagé entre ses 5e et 6e fils, Guillaume et Gérard. À sa mort en 1240, les biens de ce dernier passent à son frère aîné Thibaut IV. Ce dernier cède Betz à l'ordre des Trinitaires en 1262, mais le dernier fils de Philippe I, Renaud de Nanteuil, devenu évêque de Beauvais, fait opposition. Ayant eu gain de cause, Renaud fait don de Betz au chapitre de Beauvais, sous condition que la jouissance du bien soit conservée de leur vivant, à lui-même puis aux deux fils de Philippe II, 2e fils de Philippe Ier. Les deux fils en question devinrent d'ailleurs évêques, l'un de Troyes, l'autre de Beauvais. Mais l'oubli se fait alors sur Betz, peut-être parce que le système féodal s'affaiblit, peut-être parce que le chapitre de Beauvais s'occupe peu d'une terre trop éloignée, qu'il finit par affermer.

### Époque moderne
Au XVIe siècle, la seigneurie de Betz est dans la famille de Romain. Louis de Romain émerge d'un conflit de 27 ans avec le chapitre de Beauvais. Sa pierre tombale est toujours dans l'église. Son fils Charles de Romain établit à Betz une foire annuelle et un marché hebdomadaire (1564). Le fils de celui-ci, également prénommé Charles, vend tous ses biens à Jean d'Autry.
Jean d'Autry, vicomte de Levignen et de Betz (1636-1645) fait construire un château et dans l'église une chapelle qui existe toujours (1637-1642). À la mort de son fils Charles en 1678, les biens sont mis en vente forcée. Ils sont achetés par Jean Gaillardon, puis par Charles-Louis Lallemand en 1706. Celui-ci, riche fermier général, achète Macquelines et d'autres terres, et obtient le titre de comte de Levignen. Il s'intéresse au développement de l'économie et il ouvre notamment la route entre Nanteuil-le-Haudouin et Levignen, qui permet d'éviter Crépy-en-Valois et de raccourcir le trajet entre Paris et Soissons (1728-1730). Cela provoque le transfert de la foire et du marché de Betz à Levignen (1725).

Vues anciennes du château
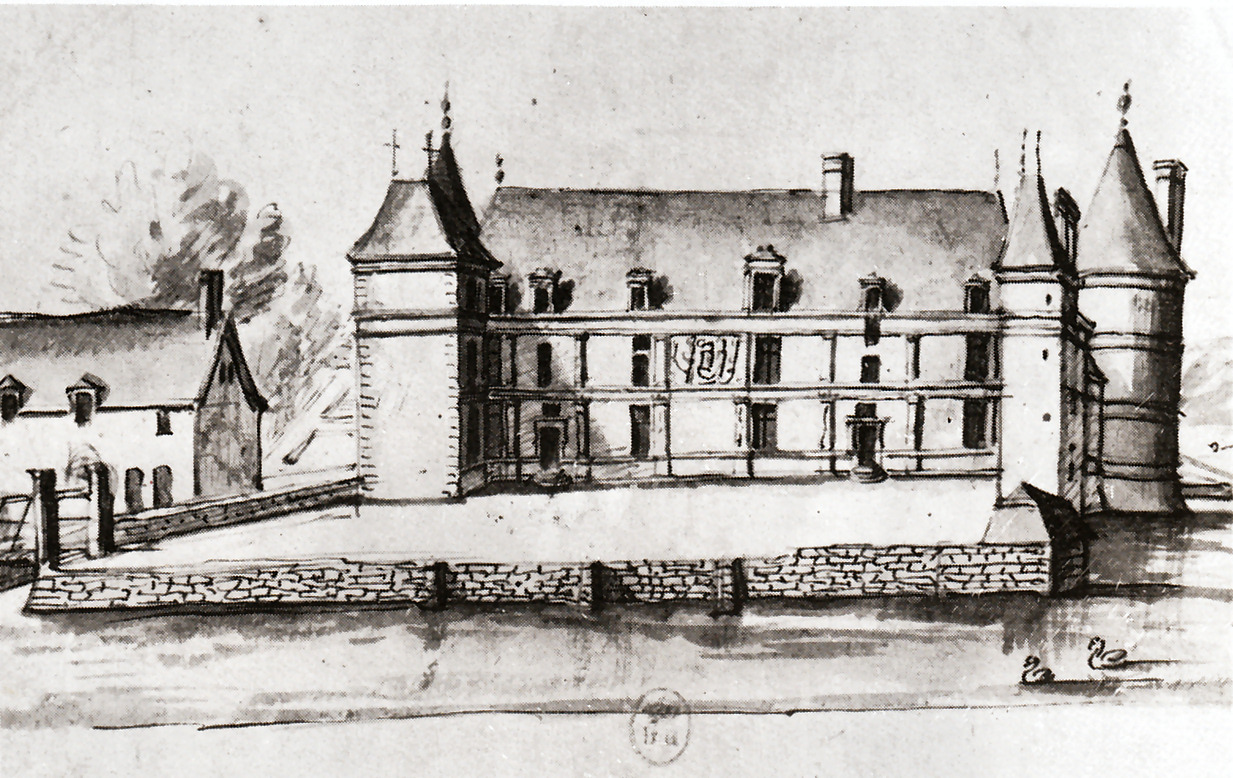
Le château au XVIe siècle
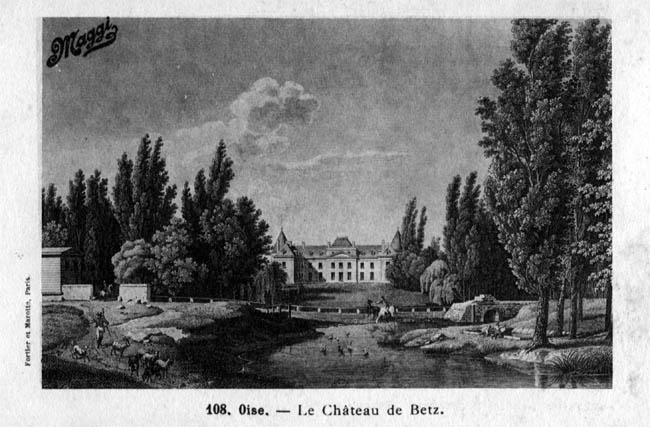
Le château avant 1789
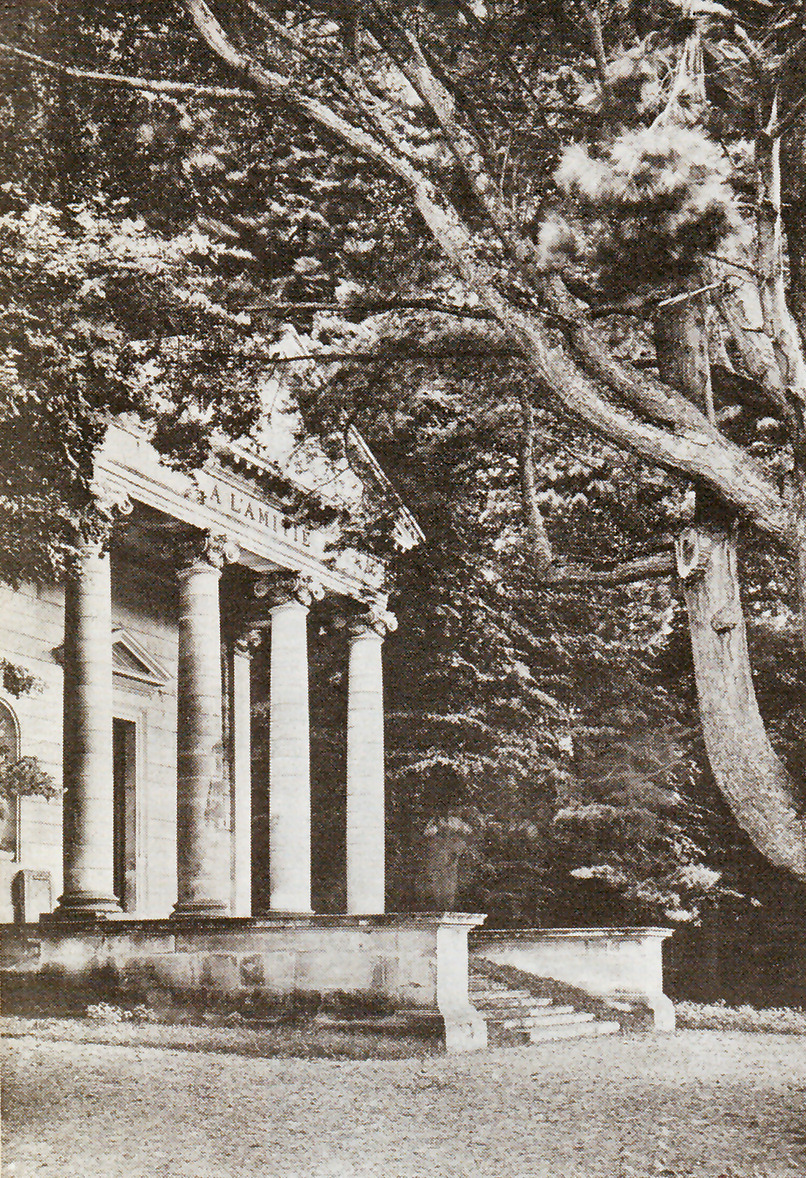
Folie de la Princesse de Monaco (XVIIIe siècle ? )

Le petit-fils de Charles-Louis Lallemand revend le domaine en 1769, et après plusieurs propriétaires, c'est Marie-Catherine de Brignoles, princesse de Monaco, qui l'achète en 1780. Elle est l'épouse d'Honoré III de Grimaldi, prince de Monaco, mais étant aussi l'amante de Louis-Joseph de Bourbon, prince de Condé, elle a été séparée de son mari de corps et d'habitation après jugement. Elle choisit Betz pour conserver son autonomie tout en se rapprochant du prince de Condé, qui réside à Chantilly. Les neuf années que la princesse de Monaco passa à Betz furent d'une prodigieuse activité. Le château de d'Autry est détruit et un « château dans l'isle » construit avec ses dépendances. Un magnifique parc est aménagé, jardin pré romantique anglais agrémenté de « fabriques »,. La princesse possède d'autres biens à Betz ; elle construit et fait des aménagements, comme celui du bois de Montrolle qu'elle redessine.

### Révolution et Empire
C'est assez naturellement qu'Honoré-Charles-Maurice Grimaldi de Monaco, comte de Valentinois, fils de la princesse, devient le premier maire de Betz. Il deviendra Honoré IV en 1795, à la mort de son père, mais ne règne à Monaco qu'après la fin de l'occupation française (1815-1819), mais sans jamais administrer sa principauté. Mais la princesse de Monaco fait partie, avec le prince de Condé, des premiers émigrés, et son fils démissionne de ses fonctions de maire.
Les biens de la princesse de Monaco sont mis sous séquestre en 1792 et vendus aux enchères en 1794. En 1793 et 1794, dans le cadre de nombreuses perquisitions qui pèsent lourdement sur les paysans, le mausolée de la famille d'Autry (qui était paraît-il magnifique) est détruit pour en récupérer les marbres. Pourtant, le curé Quentin Varenguien traverse la période sans trop de dommage. Il prête serment à la nation (1791), cesse d'exercer ses fonctions de curé (1793) mais célèbre encore la messe ; et quand le presbytère est réquisitionné pour en faire l'école du village, il devient "gardien des archives communales" et occupe le logement de fonction du 1er étage. Il propose officiellement le rétablissement du culte en 1795, juste avant de mourir ; il est inhumé sous le porche de l'église.

### Époque contemporaine
Après la Révolution, le château et le parc passent de mains en mains. Le château est détruit en 1817, pour récupérer les matériaux. Le parc est laissé à l'abandon, les arbres vendus. Ce n'est qu'en 1913 que Mme Vincent fait construire le château actuel dans le style de l'hôtel Normandie à Cabourg.
Le XIXe siècle apporte son lot de changements. Betz devient chef-lieu de canton en 1801, et accueille à ce titre plusieurs services administratifs.
En 1825, la commune, instituée par la Révolution française, absorbe en 1825 celles d'Antilly et de Macquelines. Antilly reprend son autonomie en 1833.
La grande culture domine, largement orientée sur les céréales, tandis que progressent les plantes fourragères (après 1805), le colza et surtout la betterave à sucre (surtout après 1820). Les jachères diminuent, les plantations progressent au détriment des friches. Le village s'équipe : cadastre en 1827, déplacement du cimetière en 1835, règlement d'alignement en 1837, pompe à incendie avant 1866, éclairage public en 1866, arrivée du chemin de fer (ligne d'Ormoy-Villers à Mareuil sur Ourcq, reliant les réseaux du Nord et de l'Est) au début du XXe siècle. Les villages sont très vivants.

Betz au tout début du XXe siècle
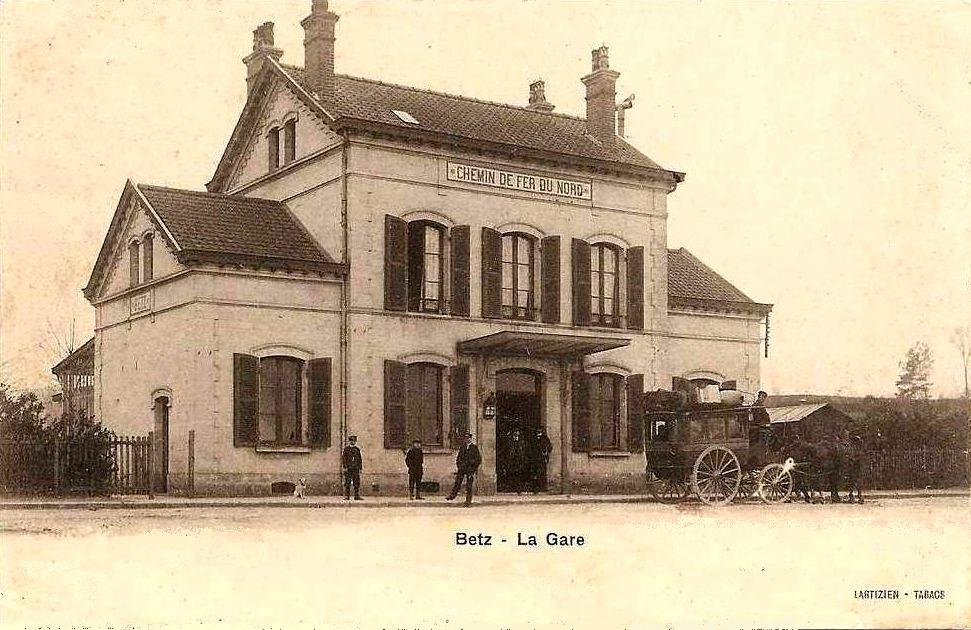
La gare
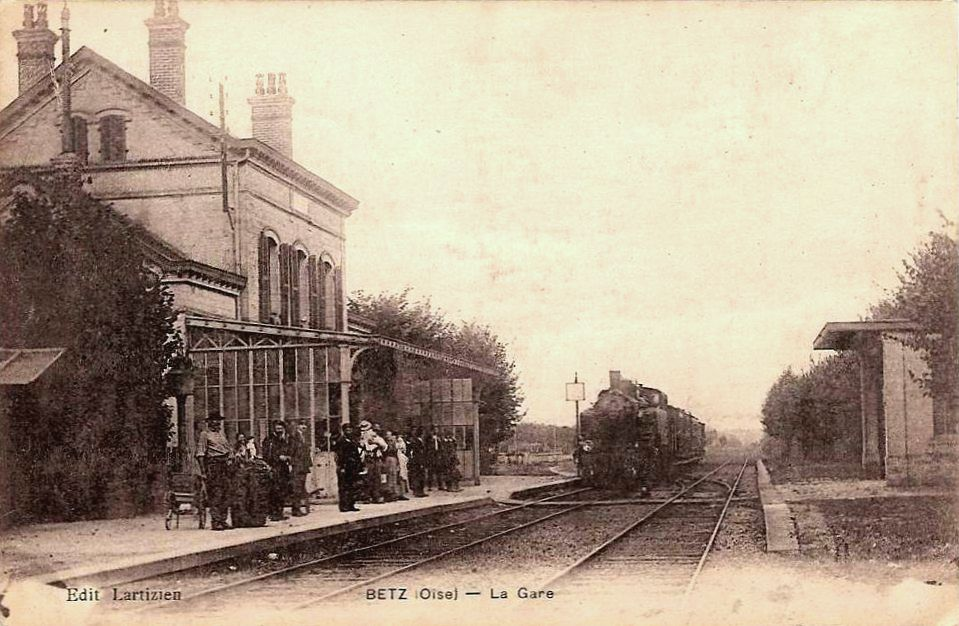
La gare

Après ce lent XIXe siècle, la Première Guerre mondiale est un choc brutal. Betz se retrouve au cœur de la première bataille de la Marne. Les 1er et 2 septembre 1914, les Anglais passent à Betz, fuyant devant l'avancée de von Kluck. Mais constatant que les Allemands se sont avancés de manière aventureuse, le général Joffre se décide à attaquer. La bataille de la Marne commence le 5 septembre, surtout entre Betz et la Marne. Les Français attaquent au sud, grâce à l'acheminement des troupes par les taxis de la Marne (7-9 septembre). Mais les Allemands attaquent aussi, au nord ; c'est la bataille de Montrolles. Toutefois, les Allemands se replient rapidement. Betz n'a été occupée que huit jours, mais au prix de grandes destructions.
Betz a été décoré de la Croix de guerre 1914-1918 le 21 avril 1923.
Un ouvrage fortifié français de la Ligne Chauvineau a été construit dans un bois situé entre Betz et Lévignen dans peu avant la Seconde Guerre mondiale pour protéger Paris.
La Seconde Guerre mondiale est marquée à Betz par l'exode des habitants et par leur retour en juin 1940, par la dévastation des maisons en leur absence, par l'occupation du château durant toute la guerre par les Allemands, puis par les Américains.
L'après-guerre voit de grands bouleversements : modernisation de l'agriculture ainsi que sa mutation productiviste, poursuite de l'exode rural avant une reprise démographique liée à la croissance de l'influence parisienne et du pôle d'activités de Roissy, création de lotissements, et malgré tout poursuite de la dévitalisation des villages.

## Politique et administration

### Rattachements administratifs et électoraux

#### Rattachements administratifs
La commune se trouve depuis 1926 dans l'arrondissement de Senlis du département de l'Oise.
Elle était depuis 1802 le chef-lieu du canton de Betz. Dans le cadre du redécoupage cantonal de 2014 en France, cette circonscription administrative territoriale a disparu, et le canton n'est plus qu'une circonscription électorale.

#### Rattachements électoraux
Pour les élections départementales, la commune fait partie depuis 2014 du canton de Nanteuil-le-Haudouin
Pour l'élection des députés, elle fait partie de la quatrième circonscription de l'Oise.

### Intercommunalité
Betz est membre de la communauté de communes du Pays de Valois, un établissement public de coopération intercommunale (EPCI) à fiscalité propre créé fin 1996 et auquel la commune a transféré un certain nombre de ses compétences, dans les conditions déterminées par le code général des collectivités territoriales.

### Liste des maires
| Période                                  | Période                       | Identité                                  | Étiquette | Qualité |
| ---------------------------------------- | ----------------------------- | ----------------------------------------- | --------- | --- |
| Les données manquantes sont à compléter. |                               |                                           |           | |
| 1790                                     |                               | Charles-Maurice Grimaldi                  |           | Comte de Valentinois Démissionnaire |
| 1790                                     | 1791                          | François Gibert                           |           | Fermier |
| 1791                                     | 1795                          | Jean-Nicolas Thierry                      |           | |
| an XII                                   |                               | Pierre-Fidèle Tourneur                    |           | Cultivateur au Bois-Milon |
| 1814                                     | 1814                          | M. Cachet                                 |           | |
| 1814                                     | 1834                          | Charles-Honoré Dhuicque                   |           | Marchand |
| 1834                                     | 1837                          | Frédéric Carriat                          |           | Notaire Appelé aux fonctions de juge de paix |
| 1837                                     | 1837                          | Pierre-Antoine Dupuis                     |           | Propriétaire |
| 1837                                     | 1843                          | Louis Caillet                             |           | Notaire |
| 1843                                     | 1848                          | Jean-Simon Prosper Oudin de Bry           |           | Propriétaire du château de Macquelines |
| 1848                                     | 1848                          | Louis-François Triboulet                  |           | Propriétaire |
| 1848                                     | 1848                          | Jean-Nicolas Dhuicque                     |           | Cultivateur |
| 1848                                     | 1856                          | Louis-François Triboulet                  |           | |
| 1856                                     | 1859                          | Charles Hebert                            |           | Propriétaire Démissionnaire |
| 1859                                     | 17 mai 1864                   | Jean-Simon-Prosper Oudin de Bry           |           | Propriétaire du château de Macquelines Décédé en fonction                                                                                                 |
| 1864                                     | 1871                          | Marie-Augustin Dubois de Hoves de Fosseux |           | |
| 1871                                     | 1905                          | André-Gabriel Roblin                      |           | Propriétaire du château de Betz |
| 1906                                     | 1919                          | Nestor Mareux                             |           | Épicier |
| 1919                                     | 1925                          | François Herouin                          |           | |
| 1925                                     | 1929                          | René Herluison                            |           | |
| 1929                                     | 1929                          | Alphonse Brisset                          |           | |
| 1929                                     | 1941                          | Alexis Thiou                              |           | |
| 1941                                     | 1941                          | Alphonse Brisset                          |           | |
| 1941                                     | 1945                          | Pierre Duchesne                           |           | |
| 1945                                     | 1947                          | Marthe Plez                               |           | |
| 1947                                     | 1951                          | André Rodrigue                            |           | Médecin |
| 1951                                     | 1959                          | Olivier Brisset                           |           | |
| 1959                                     | 1968                          | Gaston Penot                              |           | |
| 1968                                     | 1977                          | Marcel Grosbois                           |           | |
| 1977                                     | 1995                          | Philippe Hamelin                          |           | Agriculteur à Macquelines |
| 1995                                     | 2004                          | Philippe Boulland                         | UMP       | Médecin généraliste à Betz Conseiller général de Betz (2001 → 2014) Vice-président de la communauté de communes ( ? → 2014) Député européen (2010 → 2014) |
| 2004                                     | 2014                          | Colette Thellier                          |           | Secrétaire de mairie retraitée |
| 2014                                     | octobre 2021                  | Marc Grandemange                          |           | Chargé d'affaires pour la RATP Décédé en fonction |
| octobre 2021                             | En cours (au 29 octobre 2021) | Marylin Dolléans                          |           | |

### Politique de développement durable
En 2018, l'Association des jardins de Betz organise un jardin partagé au bénéfice d'une quinzaine de familles.

## Équipements et services publics

### Éducation
Les enfants de la commune sont scolarisés, avec ceux d'Antilly et Bargny, au sein d'un regroupement pédagogique intercommunal qui accueille des classes maternelles et primaires.
Ils poursuivent leurs études au collège Marcel-Pagnol de Betz.

### Culture
La commune dispose d'une médiathèque, située dans le bâtiment de l'Espace Valois Multien et qui fait partie du réseau des médiathèques départementales de l'Oise.

### Postes et télécommunications
La commune n'a pas souhaité, en 2019, participer au financement d'un réseau de fibre optique, préférant attendre que le réseau 5G soit déployé sur son territoire.

## Population et société

### Démographie

#### Évolution démographique
L'évolution du nombre d'habitants est connue à travers les recensements de la population effectués dans la commune depuis 1793. Pour les communes de moins de 10 000 habitants, une enquête de recensement portant sur toute la population est réalisée tous les cinq ans, les populations de référence des années intermédiaires étant quant à elles estimées par interpolation ou extrapolation. Pour la commune, le premier recensement exhaustif entrant dans le cadre du nouveau dispositif a été réalisé en 2004.

En 2022, la commune comptait 1 118 habitants, en évolution de −5,33 % par rapport à 2016 (Oise : +0,87 %, France hors Mayotte : +2,11 %).
| 1793 | 1800 | 1806 | 1821 | 1831 | 1836 | 1841 | 1846 | 1851 |
| ---- | ---- | ---- | ---- | ---- | ---- | ---- | ---- | ---- |
| 321  | 352  | 379  | 331  | 640  | 534  | 492  | 551  | 606  |

| 1856 | 1861 | 1866 | 1872 | 1876 | 1881 | 1886 | 1891 | 1896 |
| ---- | ---- | ---- | ---- | ---- | ---- | ---- | ---- | ---- |
| 596  | 590  | 584  | 541  | 570  | 581  | 630  | 638  | 627  |

| 1901 | 1906 | 1911 | 1921 | 1926 | 1931 | 1936 | 1946 | 1954 |
| ---- | ---- | ---- | ---- | ---- | ---- | ---- | ---- | ---- |
| 598  | 579  | 601  | 533  | 628  | 623  | 618  | 578  | 529  |

| 1962 | 1968 | 1975 | 1982 | 1990 | 1999 | 2004 | 2006 | 2009  |
| ---- | ---- | ---- | ---- | ---- | ---- | ---- | ---- | ----- |
| 459  | 457  | 531  | 640  | 871  | 934  | 999  | 992  | 1 072 |

| 2014  | 2019  | 2022  | - | - | - | - | - | - |
| ----- | ----- | ----- | - | - | - | - | - | - |
| 1 133 | 1 120 | 1 118 | - | - | - | - | - | - |

#### Pyramide des âges
La population de la commune est relativement jeune.
En 2018, le taux de personnes d'un âge inférieur à 30 ans s'élève à 38,4 %, soit au-dessus de la moyenne départementale (37,3 %). À l'inverse, le taux de personnes d'âge supérieur à 60 ans est de 17,1 % la même année, alors qu'il est de 22,8 % au niveau départemental.
En 2018, la commune comptait 568 hommes pour 572 femmes, soit un taux de 50,18 % de femmes, légèrement inférieur au taux départemental (51,11 %).
Les pyramides des âges de la commune et du département s'établissent comme suit.
| Hommes | Classe d’âge | Femmes |
| ------ | ------------ | ------ |
| 0,0    | 90 ou +      | 0,2    |
| 3,9    | 75-89 ans    | 4,1    |
| 13,4   | 60-74 ans    | 12,6   |
| 23,7   | 45-59 ans    | 24,2   |
| 18,8   | 30-44 ans    | 22,1   |
| 17,0   | 15-29 ans    | 14,1   |
| 23,1   | 0-14 ans     | 22,8   |

| Hommes | Classe d’âge | Femmes |
| ------ | ------------ | ------ |
| 0,5    | 90 ou +      | 1,4    |
| 5,5    | 75-89 ans    | 7,6    |
| 15,6   | 60-74 ans    | 16,3   |
| 20,8   | 45-59 ans    | 20     |
| 19,4   | 30-44 ans    | 19,4   |
| 17,6   | 15-29 ans    | 16,2   |
| 20,6   | 0-14 ans     | 19,1   |

## Culture locale et patrimoine

### Lieux et monuments
- Le château de Betz a été reconstruit en 1913 sur le site de l'ancien château de Marie-Catherine Brignole. Il appartient depuis 1972 à la famille royale marocaine. Le roi du Maroc Mohammed VI y séjourne régulièrement[45],[46]. La commune est également jumelée avec la commune marocaine de Skhirat, qui avait été le théâtre d'un coup d'État manqué contre le roi Hassan II lors de son anniversaire, le 11 juillet 1971.
- Le parc du château de Betz (inaccessible au public) a été dévasté au XIXe siècle par les propriétaires successifs. Toutefois, la plupart des fabriques de la princesse de Monaco subsistent : le temple à l'Amitié, en très bon état, temple néo-grec d'ordre ionique ; la chapelle de l'Hermitage, de style néogothique avec chœur en colombages et peut-être des éléments romans authentiques (la princesse de Monaco rémunérait un ermite, soumis à une règle sévère) ; le corps de garde, néo-gothique en brique et pierre, avec écusson du comte de Nanteuil ; la glacière ; la Vallée des Tombeaux  censée abriter la dépouille de Thibaut IV de Nanteuil ; un obélisque du XVIe siècle provenant du cimetière des Innocents de Paris ; la colonne de Tancrède ; un  pigeonnier en faux colombages. S'ajoutent les ruines d'un château féodal et d'une tour (celle-ci visible depuis le collège), avec inscriptions gothiques, cheminée, armoiries et statues. Le château et la tour sont manifestement une fabrique de la princesse de Monaco, construite sous la forme de ruines ; toutefois, cette dernière a si bien brouillé les pistes, par exemple avec la confection possible de faux documents de XIIe siècle, que l'on ne peut savoir si cet ensemble ne repose pas sur des fondations authentiques. De même, cette pratique de la princesse de Monaco rend incertains plusieurs événements de l'histoire du village. Dans le parc, il y a aussi une jolie cascade sur la Grivette.
- L'église Saint-Germain[47] conserve quelques restes du XIIe siècle (porche en plein cintre avec pointes de diamant, partie du chœur). Elle est largement reconstruite au XVIe siècle et remaniée au XVIIe siècle, quand le seigneur de Betz Jean d'Autry lui ajoute la chapelle Notre-Dame-de-Lorette (1642, à droite du chœur), de style Renaissance avec une belle voûte[48],[49]. Parmi le mobilier, on remarque la série des statues en bois du Christ et des Apôtres devant la tribune, la pierre tombale de Louis de Romain, seigneur de Betz (1547), une pietà du XVIIe siècle, les grandes statues du chœur (saint Germain et saint Nicolas, XVIIIe siècle, amenées à la Révolution de Saint-Thomas de Crépy), les boiseries du chœur (1782-1786). L'intérieur de l'église a aussi gardé les restes du litre et des armoiries de la famille Lallemand, qui tenait le comté de Lévignen (XVIIIe siècle). 
La façade de l'église conserve des traces des éclats d'obus de la première bataille de la Marne.
- La  chapelle Notre-Dame-de-l'Assomption de Macquelines (1837) a été bâtie par le propriétaire du château, Jean-Simon-Prosper Oudin de Bry, qui avait obtenu l'autorisation de détruire l'ancienne église pour la reconstruction de son château. C'est une petite construction associant une courte nef et une abside en hémicycle dominé par un petit clocheton en charpente. L'intérieur abrite une boiserie d'autel du XVIIIe siècle provenant sans doute de l'église précédente[50]
- Le château de Macquelines, vers 1835.
- La nécropole nationale du bois de Montrolles : dans ce petit cimetière militaire de 605 m2, situé à 2 km de Betz sur la route d'Acy-en-Multien[51],[52],[53], reposent les dépouilles de 44 soldats français qui furent tués lors de la bataille de la Marne, entre le 7 et 9 septembre 1914.

- L'ancienne gare est devenue une propriété privée, et l'ancien abri de quai est réhabilité par l'association Vieilles pierres et culture en 2018/2020, pour constituer un abri et un lieu de rencontres sur la Voie verte du Pays de Valois[54],[55].
- Ancienne fortification française de la Ligne Chauvineau[56].

### Personnalités liées à la commune
- Famille de Romain, dont sont issus trois seigneurs de Betz : Louis de Romain (-1547), Charles de Romain (1547-), Charles de Romain fils (-1636).
- Famille d'Autry, dont sont issus deux seigneurs de Betz : Jean d'Autry (1636-1645), Charles d'Autry (1645-1678).
- Famille Gaillardon, dont sont issus deux seigneurs de Betz : Jean Gaillardon (1678-), Jean-Baptiste-Jacques Gaillardon (-1706).
- Famille Lallemant, dont sont issus trois seigneurs de Betz, comtes de Lévignen : Charles-Louis Lallemant, seigneur de Betz (1706-1730), fermier général ; Louis-François Lallemant de Lévignen (1730-1767), Louis-Charles-François Lallemant (1767-1769).
- Marie-Catherine Brignole, princesse de Monaco, propriétaire du château (1780-1789).
- Honoré-Charles-Maurice-Anne Grimaldi, duc de Valentinois, fils d'Honoré III et de Marie-Catherine Brignole, 1er maire de Betz (1790), futur prince de Monaco sous le nom d'Honoré IV (en titre en 1795, de fait en 1814-1819).
- Beauxis Lagrave (1797-1881), médecin, conseiller municipal de Betz (1848-1881).

### Héraldique
| Blason de Betz | Blason  | Parti : au premier de gueules à six fleurs de lys d'or (ordonnées 3.2.1); au second de sinople à cinq épis de blé d'or ordonnés 3 et 2 ; à une divise ondée d'argent brochant en pointe sur le tout, le tout sommé d'un chef fuselé d'argent et de gueules. |
| Blason de Betz | Détails | Le statut officiel du blason reste à déterminer. |